# Eugénie D'Hannetaire

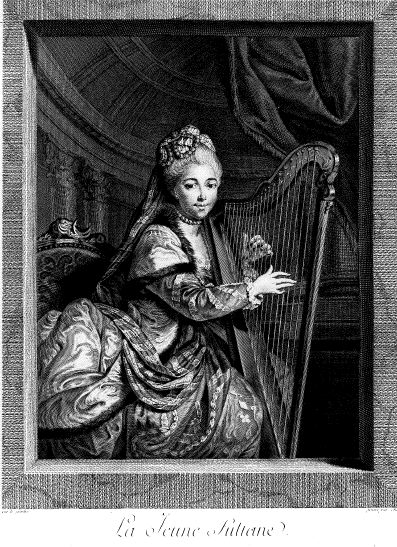
Eugenie DHannetaire

Eugénie D'Hannetaire, född 1746, död 1816, var en franskspråkig skådespelare. Hon tillhörde de mer betydande scenkonstnärerna vid  Österrikiska Nederländernas huvudscen La Monnaie i Bryssel mellan 1753 och 1773. 
Hon var dotter till teaterdirektören D'Hannetaire och skådespelaren Marguerite-Antoinette Huet. Hon uppmärksammades för både sin förmåga som aktör som för sitt kärleksliv och blev tillsammans med sin syster Angélique D'Hannetaire och kusin Rosalide D'Hannetaire i Bryssel kallad för en av de tre gracerna.